# ستيجيمولوك
الستيجيمولوك (Stygimoloch) هو جنس من الديناصورات الپاكيسفالوصورية عاش خلال فترة الطباشيري المتأخر منذ نحو 66 مليون سنة.

## وصلات خارجية
- TEDx talk by Jack Horner on shape-shifting dinosaur skulls and dinosaur misclassification.